# Stockenboi
Stockenboi est une commune autrichienne du district de Villach-Land en Carinthie.

## Géographie
Le territoire communal s'étend dans une vallée secondaire de la Drave, au sein des Alpes de Gailtal, au-dessus de Paternion. Tout à l'ouest, il borde le lac Weissensee. Sa superficie est recouverte en majeure partie par les forêts.

## Personnalités
- Heinz Kuttin (né en 1971), sauteur à ski.

1. ↑  « Einwohnerzahl 1.1.2018 nach Gemeinden mit Status, Gebietsstand 1.1.2018 », Statistik Austria (en) (consulté le 9 mars 2019)